# Stare Budy Osieckie
Stare Budy Osieckie – wieś w Polsce położona w północno-zachodniej części województwa mazowieckiego, w powiecie żuromińskim, w gminie Siemiątkowo. Ma status sołectwa.
W administracji kościelnej rzymskokatolickiej miejscowość położona w diecezji płockiej, w dekanacie raciążskim, w parafii Koziebrody.
W latach 1975–1998 miejscowość administracyjnie należała do województwa ciechanowskiego.
Mieszkańcy wsi żyją głównie z uprawy roli oraz hodowli zwierząt. Od roku 2011 istnieje tendencja likwidacji małych gospodarstw (poniżej 10 ha). 48,1% mieszkańców stanowią kobiety, a 51,9% mężczyźni. Miejscowość zamieszkuje 2,1% mieszkańców gminy. W latach 1998–2011 liczba mieszkańców zmalała o 9,2%. 52% mieszkańców wsi Stare Budy Osieckie jest w wieku produkcyjnym, 28% w wieku przedprodukcyjnym, a 20,3% mieszkańców jest w wieku poprodukcyjnym. 
Miejscowość położona w środkowej części Polski, otoczona lasami, wchodzi w skład Nadwkrzańskiego Obszaru Chronionego Krajobrazu. 
W pobliżu miejscowości przepływa rzeka Raciążnica.